# Cellettes, Charente

Cellettes este o comună în departamentul Charente, Franța. În 1 ianuarie 2022 avea o populație de 388 de locuitori.